# Anadara corbuloides

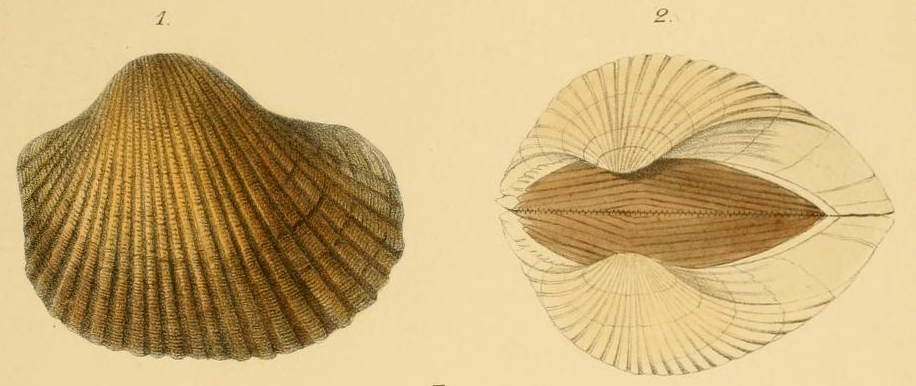
Abbildung aus Kobelt, 1891, Taf. 23, Fig. 1 und 2

Anadara corbuloides ist eine Muschel-Art aus der Familie der Archenmuscheln (Arcidae) in der Ordnung der Arcida. Sie kommt im östlichen Atlantik und Mittelmeer vor.

## Merkmale
Das leicht ungleichklappige, relativ große Gehäuse ist stark gebläht. Es ist kugelig-eiförmig im Umriss und wird bis zu 7 cm lang, meist erreicht es aber nur um 5 cm Länge. Die linke Klappe ist geringfügig größer als die rechte Klappe, besonders deutlich sichtbar bei kleineren Exemplaren. Bei großen Exemplaren verliert sich diese Ungleichheit. Das Längen-/Höhen-/Dickenverhältnis ist bei großen Exemplaren etwa 10:8:8 bis 10:7:7. Es ist stark ungleichseitig, vorne verkürzt und nach hinten verlängert. Der Dorsalrand ist gerade und bildet mit Vorder- und Hinterende deutliche Winkel. Der Winkel zum Vorderende hin ist steil, der zum Hinterende relativ flach. Der Vorderrand ist flach gewölbt, fast gerade bis sehr sehr leicht konkav gewölbt, der Hinterrand ist deutlicher ausgewölbt. Der Ventralrand ist weit gewölbt. Das Gehäuse klafft nicht ständig. Die großen, breiten Wirbel liegen in der vorderen Hälfte (bei etwa 30 % vom Vorderende) und sind nach vorne eingerollt. Sie stehen aber weit auseinander. Das Ligament ist sehr groß und nimmt einen Großteil der gesamten Area ein. Es ist eiförmig, das hintere, schmale Ende leicht zugespitzt, oder auch flach-ellipsenförmig mit zugespitzten Enden. Insgesamt ist die Area leicht konkav eingesenkt.
Die Schlossplatte ist lang und vergleichsweise schmal; die Breite nimmt aber zur Mitte hin deutlich ab. Dadurch ist der untere Rand leicht konkav gebogen. Das Schloss ist taxodont, die Zähnchen werden zum Vorder- und Hinterende hin kräftiger und divergieren leicht nach außen, z. T. werden sie auch etwas winklig. Die äußeren Zähnchen sind oft höckrig, etwas unregelmäßiger. Im vorderen Teil sind es bis zu 37 Zähnchen, im hinteren Teil bis 39 Zähnchen. Der äußere Schlossrand ist vorne und hinten durch eine deutliche Furche begrenzt.
Die gelblich-weißliche Schale ist dick und das Gehäuse ist entsprechend schwer. Es ist zu den Wirbeln hin intensiver gefärbt. Die Ornamentierung besteht aus 30 bis 35 deutlich ausgeprägten, radialstrahligen Rippen, die oben abgeflacht sind, und etwa so breit sind wie die Zwischenräume. Die Rippen sind zum Hinterende hin leicht gebogen. Sie schwächen sich besonders zum Vorderende hin deutlich ab, weniger deutlich zum Hinterende hin. Die Rippen kreuzen sich mit Anwachslinien; dadurch bekommt die Oberfläche ein raues Aussehen. Die Rippen sind zum Gehäuseaußenrand hin an den Rändern leicht gezähnelt, zu den Wirbeln hin leicht gekörnelt. Das organische Periostracum ist rötlich bis bräunlich, blättert aber leicht ab. Es ist meist nur in den Zwischenräumen zwischen den Rippen erhalten. Es ist dort zu Borsten ausgezogen, die Borsten zeigen in Richtung des Wirbels. Der Innenrand ist stark gezähnelt.
Es sind zwei deutliche, nur wenig ungleich große Schließmuskelnarben vorhanden; der hintere Schließmuskel ist geringfügig größer.

## Geographische Verbreitung und Lebensraum
Das Verbreitungsgebiet der Art erstreckt sich im östlichen Atlantik von Südportugal bis Nordangola; sie kommt auch im Mittelmeer vor.
Die Tiefenverbreitung reicht vom flachen Subtidal bis in etwa 100 Meter Wassertiefe. Die Tiere leben eingegraben in schlammigen bis schlammig-feinsandigen Böden und ernähren sich filtrierend von Kleinstorganismen.

## Taxonomie
1875 beschrieb Tommaso di Maria Allery Monterosato eine Arca polii var. grandis aus dem Mittelmeer. 1878 erhob er die Varietät in den Artrang und benannte das Taxon in Arca corbuloides um. Arca grandis wäre durch Arca grandis Broderip & Sowerby, 1829 präokkupiert gewesen. Die Art ist allgemein anerkannt und wird in die Gattung Anadara Gray, 1857 gestellt.

## Kommerzielle Bedeutung
Die Art wird nur gelegentlich als Beifang in Dredgen, Trawls und Grundnetzen mitgenommen, besonders im Mittelmeer und im Schwarzen Meer.